# Гдје је душа мог дјетињства
„Гдје је душа мог дјетињства“ је југословенски филм из 1968. године. Режирао га је Даниел Марушић, а сценарио је писао Федор Видас.

## Улоге
| Глумац           | Улога |
| ---------------- | ----- |
| Павле Богдановић |       |
| Љубица Јовић     |       |
| Иво Марјановић   |       |